# Брукеран
Брукеран (фр. Brouqueyran) насеље је и општина у југозападној Француској у региону Аквитанија, у департману Жиронда која припада префектури Лангон.
По подацима из 2011. године у општини је живело 211 становника, а густина насељености је износила 37,28 становника/km². Општина се простире на површини од 5,66 km². Налази се на средњој надморској висини од 105 метара (максималној 114 m, а минималној 30 m).

## Демографија
| 1962. | 1968. | 1975. | 1982. | 1990. | 1999. | 2011. |
| ----- | ----- | ----- | ----- | ----- | ----- | ----- |
| 140   | 140   | 144   | 122   | 136   | 148   | 211   |

График промене броја становника у току последњих година